# Ганс Тропш
Ганс Тропш (нім. Hans Tropsch; 7 жовтня 1889, Плана — 8 жовтня 1935, Ессен) — німецький хімік.

## Біографія
Ганс Тропшн народився в Плані (нині Чехія). У 1907—1913 навчався у Німецькій вищій технічній школі в Празі та Празькому університеті. У 1914—1916 працював у концерні «І. Г. Фарбеніндустрі» в Мюльхейме, в 1916 і 1920—1928 — в Інституті кайзера Вільгельма з вивчення вугілля в Мюльхейме, у 1917—1920 — на хімічному заводі з переробки дьогтю в Нідерау (неподалік Дрездена), в 1928—1931 директор Інституту з вивчення вугілля в Празі. З 1931 жив у США. Працював у фірмі «Юніверсал ойл продактс» (Чикаго).

## Наукова діяльність
Основний напрямок досліджень — синтези вуглеводнів на основі оксиду вуглецю і водню. Роботи в цьому напрямку проводив спільно з Ф. Фішером. Удосконалив (1928—1935) каталітичні системи, технологічні схеми та апаратуру синтезу рідких вуглеводнів, що застосовуються для моторних палив і мастил.